# 亚铬酸镧
亚铬酸镧是一种无机化合物，化学式为LaCrO3。它是镧最常见的铬的含氧酸盐，有时也被称作铬酸镧，它具有钙钛矿结构。

## 制备
亚铬酸镧可由氧化铬(III)和氧化镧于高温反应得到：
La2O3 + Cr2O3 → 2 LaCrO3
以硝酸镧、硝酸铬为原料，通过溶胶-凝胶法也能制备亚铬酸镧。